# Efferenta nervbanor

Schematisk bild över ryggmärgen, där efferenta nervbanors utgång från ryggmärgen är markerade i rött.

Efferenta nerver är nerver som leder impulser bort från centrala nervsystemet, till effektororgan, som muskulatur, körtlar, eller andra innerverade organ. I ryggmärgen utgörs dessa av de främre ryggmärgsrötterna.
Efferenta nerverna är:
- Motorneuron, som signalerar till viljestyrd skelettmuskulatur.
- Nervfibrer i det autonoma nervsystemet, det vill säga sympatiska och parasympatiska nervfibrer.